# Guglielmo Petroni
Œuvres principales
La morte del fiume
Guglielmo Petroni, né le 30 octobre 1911 à Lucques et mort le 29 avril 1993 à Rome en Italie, est un écrivain italien.

## Œuvre
Poésie
- Versi e Memoria, éditions Guanda, 1935
- Poesie, éd. Neri Pozza 1959 – prix de la critique 1960
- Fermo, sereno, éd. Neri Pozza, 1969
- Poesie, éd. Guanda, 1978
- Terra segreta, éd. Amadeus 1987

Romans
- Personaggi d'elezione, éd. Parenti, 1938
- Le lettere da Santa Margherita, éd. Astrolabio, 1946
- Il mondo è una prigione, éditions Mondadori, 1949
- La casa si muove, éd. Mondadori 1950
- Tre racconti d'amore, éd. Fabbri 1953
- Noi dobbiamo parlare, éd. Mondadori 1955
- Il colore della terra, éd. Mondadori 1964
- Le macchie di Donato, éd. Bietti 1968
- La morte del fiume, éd. Mondadori 1974, rééd. Giunti 1999, rééd. Fazzi 2011 – prix Strega 1974
- Il nome delle parole (autobiographie), éditions Rizzoli, 1984 – Sélection du prix Campiello 1984

Essais
- Rivolta e comunione, éd. AILC, 1952
- Scritti lucchesi, éd. Fazi 1987